# سكوت ماثيوز
سكوت ماثيوز (بالإنجليزية: Scott Matthews)‏ هو عازف قيثارة ومغن مؤلف بريطاني، ولد في 1976 في ولفرهامبتن في المملكة المتحدة.

## وصلات خارجية
- الموقع الرسمي
- سكوت ماثيوز على موقع ميوزك برينز (الإنجليزية)
- سكوت ماثيوز على موقع أول ميوزيك (الإنجليزية)
- سكوت ماثيوز على موقع ديسكوغز (الإنجليزية)